# Metatrachelas
Metatrachelas es un género de arañas araneomorfas de la familia Corinnidae. Se encuentra en el sur de Europa y norte de África.

## Lista de especies
Según The World Spider Catalog 12.0:
- Metatrachelas amabilis (Simon, 1878)
- Metatrachelas macrochelis (Wunderlich, 1992)
- Metatrachelas rayi (Simon, 1878)

## Publication originale
- Bosselaers & Bosmans, 2010: Studies in Corinnidae (Araneae): a new Paratrachelas Kovblyuk & Nadolny from Algeria, as well as the description of a new genus of Old World Trachelinae. Zootaxa, n. 2612, p.41-56.